# Празеодимртуть
Празеодимртуть — бинарное неорганическое соединение
празеодима и ртути
с формулой HgPr,
кристаллы.

## Получение
- Сплавление стехиометрических количеств чистых веществ:

{\displaystyle {\mathsf {Pr+Hg\ {\xrightarrow {1100^{o}C}}\ HgPr}}}

## Физические свойства
Празеодимртуть образует кристаллы
кубической сингонии,
пространственная группа P m3m,
параметры ячейки a = 0,3799 нм, Z = 1,
структура типа хлорида цезия CsCl
.
Соединение конгруэнтно плавится при температуре ≈1100°C.